# Рени, Лайн
Лайн Рене (Лин Рене, англ. Lyne Renée; род. 17 мая 1979, Зоттегем, Дендерланд, Бельгия) — бельгийская актриса. Имя при рождении Лайн Ван Вамбеке (англ. Line Van Wambeke).

## Биография
Она окончила студию Германа Тейрлика в Антверпене, Бельгия. Актриса говорит на пяти языках, что, по её мнению, особенно помогло ей в её карьере актрисы. Среди них бельгийский, английский, французский языки.

## Карьера
С 2003 по 2005 год выступала в бельгийских театрах. Позже снялась в бельгийском сериале «Дети ветра» и голландском фильме «Официант» Алекса ван Вармердама.
В 2006 году Рени переехала в Лос-Анджелес, где снялась в фильмах «Коллекционер» (2008) и «Охотники за сокровищами» (2009). Последний представляет собой фильм-нуар, действие которого происходит в оккупированной США Германии сразу после окончания Второй мировой войны. В нём Рене сыграла роковую женщину, лидера банды грабителей ювелирных изделий.
В 2011 году актриса переехала в Лондон, где была задействована в постановке «Речной линии» в театре Jermyn Street Theatre, её исполнение роли критик Майкл Ковени назвал «энергичным». В 2012 и 2013 годах её также можно было увидеть в сериале «Ответный удар» и мини-сериале «Конец парада».
В 2016 году Рене исполняла роль Эндорской ведьмы в сериале ABC «Цари и пророки», а также роль Кэтрин Хупер, невесты Эндрю Мейдоффа, в мини-сериале «Мейдофф» с Ричардом Дрейфусом и Блайт Даннер в главных ролях.
В 2017 актриса сыграла в психологическом триллере «Сплит», в трагикомедии «Истории семьи Майровиц», а также фильме «Гиппопотам», где сыграла роль француженки Валери.
В 2019 году исполнила роль Джеки, жены персонажа Джереми Стронга Мэттью в криминальной комедии Гая Ричи «Джентльмены».
В конце апреля 2021 года в российский прокат вышел новый фильм режиссёра Гая Ричи «Гнев человеческий» при участии актрисы.
С 2020 по 2022 годы исполняла главную роль в сериале Родина: Форт Салем, где сыграла генерала армии ведьм США Сару Алдер.
Также с 2021 по 2023 годы сыграла второстепенную роль в продолжении культового сериала «Сплетница», в котором актриса исполнила роль Хелены Бергманн, которая является настоящим магнатом в сфере недвижимости и матерью одного из главных персонажей — Отто Бергмана, в исполнении актёра Эли Брауна.

## Фильмография

### Фильмы
| Год  | Название                | Оригинальное название                | Роль                    | Примечание                      |
| ---- | ----------------------- | ------------------------------------ | ----------------------- | ------------------------------- |
| 2006 | Официант                | Waiter (Голландское название «Ober») | Стелла                  |                                 |
| 2008 | Коллекционер            | Love At First Kill                   | Мари                    |                                 |
| 2009 | Охотники за сокровищами | The Hessen Conspiracy                | Лейтенант Кэтлин Нэш    |                                 |
| 2014 | Здесь лежит             | Here Lies                            | Петра                   |                                 |
| 2016 | Сплит                   | Split                                | Академический модератор |                                 |
| 2017 | Гиппопотам              | The Hippopotamus                     | Валери Ричмонд          |                                 |
| 2017 | Истории семьи Майровиц  | The Meyerowitz Stories               | Европейская женщина     |                                 |
| 2019 | Джентльмены             | The Gentlemen                        | Джеки                   |                                 |
| 2021 | Гнев человеческий       | Wrath of Man                         | Кирсти                  | В титрах указана как Lyne Renee |